# 沙丘之子
《沙丘之子》（英語：Children of Dune）是法兰克·赫伯特所著的一部1976年科幻小说，「沙丘系列」六部小说的第三部。最初在1976年连载于《模拟科幻小说与事实》，是最后一部先连载后出书的《沙丘》小说。小说《沙丘救世主》（1969年）和《沙丘之子》于2003年被科幻频道改编为电视迷你剧《新沙丘魔堡》。
保羅·亞崔迪有两个孩子，雷托和珈尼瑪。在《沙丘救世主》结尾，保罗走入沙漠，双目失明，将孩子托付给弗瑞曼人，而保羅的妹妹阿丽亚以摄政王身份统治宇宙。在子宫中被香料精华觉醒的两个孩子是保罗的关于宇宙命运的预感幻象的继承人，而那是阿丽亚所觊觎的角色。柯瑞诺家族，也就是前王室，密谋夺回王位，而貝尼·潔瑟睿德女修會与Bene Tleilaxu和宇航公会合力试图获得对香料和保罗·亚崔迪的孩子们的控制。

## 情節概要
皇帝保罗·亚崔迪失明后走入沙漠已有九年。厄拉科斯的生态改造继续进行着，有些弗瑞曼人在不再那么干燥的气候下甚至开始不使用蒸馏服。弗瑞曼人开始搬离穴地，并搬入村落和城市。数百万弗瑞曼人因为圣战有了离开这个行星或者离开沙漠生活的经验，他们接触到了新的机会，同时也渐渐远离了传统。是时候在这个帝国的新首都行星开始巨大的社会变革和经济发展了，因为越来越多的朝觐者每天到达来感受穆哈迪和阿丽亚的行星。小说开始于帝国家族的一次参议会的会议。与会者 - 阿丽亚，邓肯·埃德荷，伊如兰（她自保罗死后，成为亚崔迪家族的孩子们的后母）和史帝加 - 悲叹他们失去了政治角斗场上的最初动机。保罗·亚崔迪无力控制圣战，并将他的宗教外衣的阴影遗留下来。现在阿丽亚和她的顾问更无力控制圣战。他们发现自己收紧了对政治和宗教仪式的掌握，却只是在失去更多的控制力。
保罗的两个幼子，雷托和珈尼瑪，并非普通的九岁孩童。和阿丽亚一样，他们被迫在出生前觉醒并记住了所有祖先的记忆。两个孩子陷入了困境，因为他们意识到阿丽亚被某一个她的祖先所附体（成为了一个“畸变恶灵”），并害怕会有同样的命运在等着他们。他们也意识到加快了的沙丘的地形改变会杀死所有沙鲑，并使得沙虫灭绝，并不可避免地导致香料耗尽，这是只有他们和阿丽亚知道的事实。
雷托还有一个额外地恐惧：他开始有一些相信自己有预言性的梦境，就像他父亲在同样年龄时一样。他害怕被锁入早期的预言幻象，就像他怀疑他父亲曾被那样锁定。他也受到阿丽亚让他尽早进入香料磨炼的压力，以打开预言幻象的大门，因为她感到需要这类幻象，以便统治帝国，而她自己又无法自己达成预感。
事情发展到了高度紧张的地步，因为杰西卡·亚崔迪即将来到厄拉科斯来看望自己的孙子孙女，从而离开她自设的隐居之行星卡拉丹。阿丽亚非常害怕，因为她知道自己已经被男爵伏拉迪米尔·哈肯尼所附体，并且很肯定她母亲会注意到这一点，虽然她错误地认为还没有人认出她的改变。男爵引导她远离了亚崔迪家族的行事方式，她甚至背着邓肯找了一个情人，名叫贾维德的一个牧师。
在沙漠中，一个新的宗教人物在弗瑞曼人中出现，他被称为“传教士”。他的教義是反对宗教政府的不正义及弗瑞曼人中的改变。有些人甚至相信他实际上是保罗·亚崔迪。
与此同时，在撒鲁萨·塞康达斯行星，柯瑞诺家族阴谋夺取王位。文希亚，伊如兰的妹妹，以她儿子法拉肯的名义进行统治。她计划为儿子夺取整个帝国，并酝酿了一个暗杀保罗子女的计划。
杰西卡到达厄拉科斯的时候已经警觉到貝尼·潔瑟睿德女修會曾联络她，并被迫承认她忽视了重要的任务。她和姐妹会私下和解，显然這樣受到姐妹会的欢迎。杰西卡担心阿丽亚和她的孙子孙女堕落为畸变恶灵，带着姐妹会给她的警告，返回了厄拉科斯。在着陆场，她碰到了阿丽亚，并随即識破阿丽亚已成为畸变恶灵。但阿丽亚实际上松了一口气 - 因為需要隐藏的时间结束了。
事件的发展顯示除了史帝加和邓肯外，每个人都有处理孪生兄妹的计划，但是没有人意識到这对兄妹并不任人摆布，他们有著自己的计划。
杰西卡安排了和珈尼瑪的会见。她看到两个孩子都没有被附体的迹象，但雷托似乎藏匿着什麼事情，所以杰西卡将他排除在会见之外。杰西卡和珈尼瑪并不掩饰相互间的爱，像個祖母和孙女那样会面了，并随即发现了一个共同的目标。杰西卡了解到兄妹俩知道阿丽亚已被附体，而他们的猜想是经历香料磨炼是阿丽亚的致命错误。她很快确认珈尼瑪未被附体，但还是担心雷托。珈尼瑪在这一点上让杰西卡消除了疑虑，但是珈尼瑪承认自己也担心著雷托。
杰西卡随后和雷托谈话。雷托控制了谈话的进程，使他们的会面更具冲突性。首先雷托透露给杰西卡她如何被姐妹会通过她的训练中的调控操纵从而回到厄拉科斯。之後，雷托命令杰西卡让自己被绑架。
雷托找史帝加谈话，并让他受到震动。首先，他让史帝加关于雷托自己的先入之见受到振荡，这是通过指出他的记忆和经验比史帝加更为久远，而最适合成为皇帝。他让史帝加知道他开始有先知之梦境。他告诉史帝加在一个可能的未来，他会在他们正在谈话的地点被杀死。他命令史帝加带着珈尼瑪逃入沙漠如果这事件发生的话。他也让史帝加放弃了对阿丽亚的支持，通过指出她的思考中的毛病，以及她将把帝国和弗瑞曼人带向毁灭，以及她不再是他的朋友的事实。他迫使史帝加意识到改变即将到来，传统的想法不是像史帝加所想像的那种绝对的指导思想。
在杰西卡和阿丽亚的第一次会面之后，阿丽亚的手下尝试了一次对杰西卡的暗杀。在保罗以前的近卫特种兵的帮助下，杰西卡勉强逃生，逃入了沙漠。这次非正义事件导致弗瑞曼人的一次反叛，这次反叛因为穆哈迪的母亲的支持变得更为危险和更为有理，因为杰西卡可以抵消阿丽亚自己的宗教外衣。杰西卡迫使阿丽亚接受是否被附体的检验。
这个时候孪生兄妹选择了在夜间进入沙漠。他们是在知道自己的生命会受到攻击的情况下这样做的，因为雷托的预感预见了这个。两个拉兹虎攻击了他们，但他们成功杀死了老虎，虽然珈尼瑪受了伤。然后他们实施了他们的计划；珈尼瑪通过自我催眠让自己相信她的哥哥因为救她被老虎杀死，并伤痛欲绝地回到泰布穴地。具有讽刺意味的是，她发现这个催眠技术的副作用让她自己对于内部的声音免疫了。
与此同时法拉肯被告知了对雷托和珈尼瑪的刺杀事件。他被震惊了，但不是因为这个尝试，而是其笨拙。但现在他意识到了赌注有多高。
邓肯此时知道阿丽亚和贾维德对他不忠，自然令他感到心碎，但是阿丽亚被附体更令他几欲发狂。他在阿丽亚要求他干掉杰西卡的时候意识到她被附体。他认识到除了这种自相残杀的行为不是亚崔迪家族所能容忍的之外，如果她可以和她母亲在自己的意识内进行交流就不可能会有这样的结果，因而她显然被某个体内的意识所主宰而无法跟其他体内的意识交流。他的结论是她被附体了。阿丽亚对邓肯暗示她希望她母亲消失。邓肯提出让这发生，然后阿丽亚“勉强”接受了。
邓肯的确让杰西卡消失了，但不是阿丽亚所想的那样。邓肯“绑架”了杰西卡并将她带到撒鲁萨·塞康达斯，在那里她会遇见一个有趣的门生。杰西卡并不能确定邓肯的动机，就问他他对谁效忠。他说是“传教士”。她问那是否是她的儿子。他回答“我希望我知道”。
邓肯和杰西卡达到撒鲁萨·塞康达斯。法拉肯同情地告诉她她的孙子被害了，虽然她的孙女还活着。姐妹会对CHOAM抗议柯瑞诺的刺杀事件。法拉肯借此机会在证人面前从他母亲那里正式获得权力。杰西卡和法拉肯达成协议。杰西卡会宣布她以她的自由意愿来到撒鲁萨·塞康达斯。法拉肯将放逐他的母亲。杰西卡会以比·吉斯特姐妹会的方法训练法拉肯。姐妹会允诺法拉肯迎娶珈尼瑪并继承王位。邓肯在听说阿丽亚提出嫁给法拉肯时试图自杀，当然法拉肯没有傻到接受这个提议。
阿丽亚便服出行，去参加“传教士”的一次讲演以确定他是否就是她的哥哥保罗。在演讲中途，“传教士”面对阿丽亚，看穿了她的伪装，并最终在她耳边轻声告诉她她就是他的妹妹。阿丽亚被真相震惊，呆呆站在原地直到众人散去。
邓肯和杰西卡对话。邓肯正式退出亚崔迪家族。他侮辱了杰西卡并建议法拉肯将她送回姐妹会。
同时雷托出发寻找他的父亲。
雷托知道在过去的几个世纪中，有一个弗瑞曼人的脱离了的部落，名叫伊督利，或者叫“水虫”，他们生活在迦科鲁图，和芳达克。他也发现有一个村落，或者穴地，在迦科鲁图旧址附近，称为沙鲁茨，那里住着同一支部落，伊督利。在遥远的过去，伊督利曾经杀死其他弗瑞曼人以获取他们的水。作为反击，其他弗瑞曼人屠杀了伊督利并宣布他们的穴地为禁地，但是幸存的伊督利人依然秘密地生活在那里。迦科鲁图/芳达克/苏鲁齐在很多人心中只是一个传说，因此它成了理想的藏身之所。
雷托前往迦科鲁图避难。
他找到了迦科鲁图，但是他在试图渗入营地的时候被抓住了。当他醒来，他发现他被葛尼·哈莱克和某个酋长纳穆瑞抓住。他们告诉他他是来上学了。他被强制注入香料精华，并经历香料昏迷磨炼。葛尼以为这是杰西卡的命令，但其实是阿丽亚的指使。
雷托经过了脱胎换骨的经历。他感受到了令人着迷并且无法抵抗的可能的将来的神谕式的幻象。他几乎疯狂了，但是最后他成功的通过了。在所有这些将来中，只有一个人类没有灭绝。这个将来就是他所相信的黄金通道。
在他的黄金通道幻象中，他看到了走出困境的道路。为此，他为了未来而和祖先寻求联盟，这主要是通过一个远祖，名为哈伦的统治者。这些他的意识内的盟友加入了使得黄金通道得以实现的道路。在他的经历之后，他被纳穆瑞检验，并通过了第一个测试。在他们再次测试他之前，他逃入了沙漠。当他们发现雷托逃脱，纳穆瑞和葛尼发生争吵。纳穆瑞告诉葛尼他服从阿丽亚，而不是他所以为的是杰西卡，并攻击了他。这是一个大错误：葛尼轻松地杀死了他，并悄悄地逃离迦科鲁图。
阿丽亚和邓肯再次会面了。阿丽亚惊讶地发现她的母亲没有死，而是真的在训练法拉肯。她不知道这是邓肯故意的“背叛”，她以为是他的真诚使得他把“消失”按字面意思理解了。但是，阿丽亚（男爵）决定为邓肯安排一次事故，因为他过于危险。邓肯，作为一个门塔特，看穿了她笨拙的计划，假装同意，然后逃离了扑翼机。
雷托的逃离并未完成。他发现纳穆瑞割开了他的滤析服的后跟的泵，所以他损失了一般的水分。因此他以自己的方式前往苏鲁齐。他遇到了迦科鲁图/苏鲁齐的一伙人，并通过诡计迫使其首领穆里茨给予庇护。
雷托发现在苏鲁齐，这些弗瑞曼人在捕捉沙虫并卖到其他星球。这给了他让他的幻象实现的机会。雷托牺牲了他的人性，并且为了人类的生存，选择接受沙虫的身体。他钻入沙鲑的池子中，它们形成了他周围的活的皮肤。然后他带着他新的几乎不可摧毁的身体探索着沙漠，他以巨大的速度跑过沙漠，带着许多人合起来那么大的力量。雷托不再是一个完整的人了，他的力量已经是超人的了。
雷托在沙漠中旅行直到他碰到“传教士”。他将自己置于“传教士”和他的向导所骑乘的沙虫必须经过的路上。沙虫拒绝向导要它从雷托身上压过去的要求，它认出雷托身上的沙鲑。雷托和他的父亲打招呼。这对于保罗·亚崔迪来说是一个可怕的时刻，他必须面对一个勇敢地做了自己所不能做的事情的儿子。
史帝加在阿丽亚和叛军之间保持着中立。但邓肯刻意通过杀死贾维德并对史帝加进行侮辱以激怒史帝加。暴怒的史帝加杀死了他。史帝加随即认识到邓肯的计划。一旦杀死邓肯，史帝加没有任何选择只有成为叛军，以逃脱阿丽亚将因丈夫公开被杀而被迫采取的报复。通过这个行动，邓肯迫使史帝加逃亡，并将珈尼瑪带离阿丽亚掌握的范围。
阿丽亚得知邓肯的死。她做了弗瑞曼人必须做的事，命令她的部队寻找史帝加并杀死他。在这样做之后，令附身的男爵吃惊的是，她为邓肯悲伤，并有一段时间变回了阿丽亚。
当冲突在叛军和帝国军之间继续，而史帝加从一个藏身之地逃到下一个的时候，雷托将时间花在穿行于沙漠，并通过破坏供水的水库(Qanat)来破坏阿拉吉斯的生态改造。他被视为沙漠魔鬼。雷托以迦科鲁图为自己的基地。他杀死了所有反对他的人，迦科鲁图带着宗教式的敬畏服从他的命令：他穿着神的皮肤。
在长久的战斗之后，阿丽亚成功通过叛徒重新捉住珈尼瑪。她将珈尼瑪许给法拉肯。珈尼瑪同意了婚礼，但只是为了能够接近法拉肯以便杀死他，因为她相信他下令暗杀了她的哥哥。法拉肯到达“沙丘”（阿拉吉斯）参加仪式。
雷托采取行动了。他以“传教士”的向导身份前往阿拉肯（阿拉吉斯首都）。保罗以“传教士”身份猛烈抨击阿丽亚，导致一名牧师在阿丽亚、法拉肯和杰西卡的眼前杀死了他。在这一时刻，雷托和珈尼瑪一起到达，震惊四座。他说出了觉醒珈尼瑪秘密记忆的口令。她问他计划是否成功，他说“足够成功”。阿丽亚命令卫兵逮捕他，但是他将他们扔到边上，他们害怕到不敢进入屋内。雷托走到阿丽亚跟前，提出帮助她战胜体内的其他生命。这导致阿丽亚崩溃，她彻底分裂了，不同语言的不同嗓音从她身上发出，直到最后男爵取得控制。雷托和杰西卡挑衅了他，他们督促阿丽亚对抗他。她通过投身窗外落地而亡来完成了这一点。
雷托登上王位。他用他几乎不可战胜的身体来建立了无可争议的王位，令所有弗瑞曼人首领降服。他消化毒药，举起无比的重量，并从刀伤幸存以证明这个实力。最后，所有的酋长来到阿拉肯向他交出领导权。
雷托向法拉肯透露了黄金通道。法拉肯被雷托重新命名为哈克·艾尔-艾达，并接受了担任雷托的帝国的皇家书记官，并向雷托交出了他的萨督卡军团，并同意秘密娶珈尼瑪为妻。
雷托·亚崔迪作为星系的神圣皇帝的地位巩固了。随着他的军队、预感、和祖先记忆，他无法被战胜，而他用铁腕统治了人类千年，迫使它走上他的黄金通道。

## 參看條目
- 沙丘系列小说